# Церква Святого Миколая Чудотворця (Застіноче)
Церква Святого Миколая та Святого Миколая Чудотворця в Застіночому — парафії і храми греко-католицької та православної громад у селі Застіноче Тернопільського району Тернопільської области.

## Історія парафій
Мурована греко-католицька церква збудована у 1842—1844 роках на місці старішої дерев'яної церкви, що існувала вже в 1832 році.
Під час Першої світової війни деякі будівлі були спалені або пошкоджені, але церква вціліла. У червні 1915 року відступаючі російські війська забрали церковні дзвони. Люди залишилися в селі, оскільки не було примусової евакуації, але багато хто помер під час подальших епідемій. Кількість загиблих вдалося встановити лише після війни.
У 1991 році парафія відновила свою діяльність у лоні УГКЦ. Того ж року село розділилося на дві конфесії: УГКЦ та ПЦУ. Старий храм перейшов у користування громаді ПЦУ.
У 2005 році на пожертви греко-католицької громади села збудували новий храм. Автором іконостасу та розпису став Володимир Косовський. У 2005 році церкву освятив владика Михаїл Сабрига. Того ж року владика Михаїл Сабрига здійснив візитацію парафії.
При греко-католицькій парафії діють Марійська та Вівтарна дружини, а також братство Матері Божої Неустанної Помочі.

## Парохи
УГКЦ
- о. Іван Дидицький ([1832]—1849+)
- о. Іван Лопалинський (1849—1851, адміністратор)
- о. невідомий (1851—1888+)
- о. Йосиф Лісинський (1887—1888, сотрудник)
- о. Йосиф Ліцинський (1888—1889, адміністратор)
- о. Євген Цегельський (1909—1912, сотрудник)
- о. Євген Кароль (1912-1913, сотрудник)
- о. Іван Волянський (1889—1913)
- о. Йосип Побережний,
- о. Платон Карпінський (1913—1937+),
- о. Йосиф Поберезний (1937—[1944])
- о. Роман Бялецький (1938—[1939])
- о. невідомий ([1944]),
- о. Микола Зубаль (1991),
- о. Мелодій Бучинський (1991—1995),
- о. Богдан Церулик (1996),
- о. Степан Манорик (1996—2001),
- о. Віталій Мадараш (з 2001).

ПЦУ
- о. Віталій Данилишин — нині[1].